# Клара Морган
Кла́ра Мо́рган (фр. Clara Morgane, справжнє ім'я — Еммануе́ль Орелі́ Мюно́ (фр. Emmanuelle Aurélie Munos); нар. 25 січня 1981, Марсель, Франція) — французька співачка, телеведуча, письменниця, модель та кінорежисерка, колишня порноакторка.

## Біографія
Із 12 років почала працювати в фотомодельному бізнесі. У 19 років, після участі в еротичній шоу-виставці в Парижі, вирішила спробувати себе як порноакторка. З 2001 по 2003 рік знялася в 14 порно та еротичних фільмах, переважно режисера Фреда Коппули.
У 2001 році отримала приз Hot d'Or за «найкращий дебют». Hot d'Or є для європейської кінопорноіндустрії «аналогом» Золотої пальмової гілки (Palm d'Or), що присуджують на Каннському кінофестивалі.
У 2001–2002 роках знімалася тільки в парі з Грегом Центавро, з яким у той час зустрічалася. У 2002 році пара розлучилася, Морган продовжувала брати участь у зйомках до 2003 року. У 2003 році припинила зніматися в порнофільмах і видала автобіографічну книгу «Sex Star».
З вересня 2001 вела передачу «Journal du hard» («Крутий щоденник») на платному французькому телеканалі Canal+. Також часто з'являлася на різних французьких телеканалах в передачах на теми сексу й еротики. З 2003 року публікувалася в різних підліткових і дорослих журналах в колонках, присвячених інтимному життю.
2003 року запустила лінію жіночої нижньої білизни під брендом «Clara M.». Зараз є рекламним обличчям французького популярного лимонаду «Gini» (торгова марка належить Dr Pepper Snapple Group).
З 2003 року активно знімається для чоловічих журналів. До 2008 року з'явилася на обкладинках понад 40 з них. 
Стала першою француженкою, що з'явилася на обкладинці американського видання Penthouse. За опитуванням французької версії цього журналу в 2007 році була визнана найсексуальнішою жінкою Франції.
2007 року записала і випустила дебютний музичний альбом DeCLARAtion, який складається із 12 музичних композицій у стилі фанк, хіп-хоп і R'n'B.
У 2019 році брала участь у десятому сезоні Danse avec les stars – французькій версії Танців з зірками. Її партнером був професійний танцюрист Максим Дереймез. 26 жовтня 2019 року вони вибули, посівши 6 місце з 10 учасників.